# Protocalliphora
Protocalliphora is een geslacht van insecten uit de familie van de Bromvliegen (Calliphoridae), die tot de orde tweevleugeligen (Diptera) behoort.

## Soorten
- P. aenea Shannon and Dobroscky, 1924
- P. asiovora Shannon and Dobroscky, 1924
- P. avium Shannon and Dobroscky, 1924
- P. azurea (Fallen, 1817)
- P. beameri Sabrosky, Bennett, Whitworth, 1989
- P. bicolor Sabrosky, Bennett, Whitworth, 1989
- P. brunneisquama Sabrosky, Bennett, Whitworth, 1989
- P. cuprina (Hall, 1948)
- P. chrysorrhoea (Meigen, 1826)
- P. deceptor Sabrosky, Bennett, Whitworth, 1989
- P. distincta Grunin, 1966
- P. falcozi Séguy, 1928
- P. fallisi Sabrosky, Bennett, Whitworth, 1989
- P. halli Sabrosky, Bennett, Whitworth, 1989
- P. hesperia Shannon and Dobroscky, 1924
- P. hesperioides Sabrosky, Bennett, Whitworth, 1989
- P. hirundo Shannon and Dobroscky, 1924
- P. interrupta Sabrosky, Bennett, Whitworth, 1989
- P. isochroa Zumpt, 1960
- P. lata Sabrosky, Bennett, Whitworth, 1989
- P. lii Fan, 1965
- P. metallica (Townsend, 1919)
- P. nuortevai Grunin, 1972
- P. parorum Sabrosky, Bennett, Whitworth, 1989
- P. peusi Gregor & Povolný, 1959
- P. proxima Grunin, 1966
- P. rognesi Thompson & Pont, 1993
- P. sapphira (Hall, 1948)
- P. seminuda Sabrosky, Bennett, Whitworth, 1989
- P. shannoni Sabrosky, Bennett, Whitworth, 1989
- P. sialia Shannon and Dobroscky, 1924
- P. spatulata Sabrosky, Bennett, Whitworth, 1989
- P. spenceri Sabrosky, Bennett, Whitworth, 1989
- P. tundrae Sabrosky, Bennett, Whitworth, 1989